# Josie Totah
Josie Totah (Sacramento (Californië), 5 augustus 2001), voormalig bekend als J.J. Totah, is een Amerikaanse actrice, voornamelijk bekend van haar rol in de Disney Channel-serie Jessie en de hoofdrol in de serie Back in the Game.

## Leven en carrière
Totah werd geboren in Sacramento, Californië, als derde kind van Suheil en Christine Totah. Ze heeft één zus en één broer, en is van Palestijnse en Libanese afkomst.
Totah begon haar acteercarrière in 2012 toen ze werd gecast als de "Lil' Dictator" in de eerste productie van AwesomenessTV.
Van 2013 t/m 2015 had ze de rol van Stuart Wooten in de Disney Channel-serie Jessie. Verder heeft ze gastrollen gehad in series als New Girl, 2 Broke Girls en Liv and Maddie.
In 2013 werd ze gecast voor een rol in de serie Back in the Game en in 2015 voor vier afleveringen van het zesde seizoen van Glee als het jongste lid ooit van de New Directions.
Verder had ze in 2016 een rol in de film Other People, waarvoor ze veel lof kreeg en een van de Sundance Breakout Stars van het jaar werd.
In 2017 had ze een rol in film Handsome: A Netflix Mystery Movie en Spider-Man: Homecoming.
Sinds 2020 speelt ze in Saved by the Bell, waarin ze de rol van Lexi heeft.

## Privéleven
In augustus 2018 liet Totah via een stuk dat ze schreef voor Time weten dat ze transgender is.

## Filmografie
| Jaar | Titel                  | Rol              | Opmerkingen                      |
| ---- | ---------------------- | ---------------- | -------------------------------- |
| 2016 | Time Toys              | Boomer           | Op de aftiteling als J. J. Totah |
| 2016 | Other People           | Justin           | Op de aftiteling als J. J. Totah |
| 2017 | Handsome               | Charles          | Op de aftiteling als J. J. Totah |
| 2017 | Spider-Man: Homecoming | Seymour O'Reilly | Op de aftiteling als J. J. Totah |
| 2020 | Magic Camp             | Judd             | Op de aftiteling als J. J. Totah |
| 2021 | Moxie                  | CJ               |                                  |

| Jaar      | Titel               | Rol                | Opmerkingen                                                           |
| --------- | ------------------- | ------------------ | --------------------------------------------------------------------- |
| 2012      | Kroll Show          | Birthday Party Kid | Verschillende afleveringen op de aftiteling als J. J. Totah           |
| 2013–2015 | Jessie              | Stuart Wooten      | Terugkerende rol voor 7 afleveringen op aftiteling de als J. J. Totah |
| 2013–2014 | Back in the Game    | Michael Lovette    | Bijrol op de aftiteling als J. J. Totah                               |
| 2014      | Nina Needs to Go!   | Frank              | Hoofdrol op de aftiteling als J. J. Totah                             |
| 2014      | The Exes            | Cooper             | 1 aflevering op aftiteling de als J. J. Totah                         |
| 2014      | Sofia het prinsesje | Prins Jin          | Gastrol voor 3 episodes. Op de aftiteling als J. J. Totah             |
| 2014      | New Girl            | Todd               | 1 aflevering. Op de aftiteling als J. J. Totah                        |
| 2014      | 2 Broke Girls       | Elliot             | 1 aflevering. Op de aftiteling als J. J. Totah                        |
| 2015      | Glee                | Myron Muskovitz    | 4 afleveringen. Op de aftiteling als J. J. Totah                      |
| 2016      | Tween Fest          | Stop the Preston   | 4 afleveringen. Op de aftiteling als J. J. Totah                      |
| 2016–2017 | Liv and Maddie      | Skeeter Parham     | 3 afleveringen. Op de aftiteling als J. J. Totah                      |
| 2018      | Champions           | Michael Patel      | Hoofdrol. Op de aftiteling als J. J. Totah                            |
| 2019      | The Other Two       | Elijah             | 1 aflevering. Op de aftiteling als J. J. Totah                        |
| 2019      | No Good Nick        | Lisa Haddad        | 4 afleveringen                                                        |
| 2020      | Saved by the Bell   | Lexi               | Hoofdrol en producer.                                                 |
| 2020      | Big Mouth           | Natalie            | 3 afleveringen                                                        |
| 2021      | iCarly              | Willow             | 1 aflevering                                                          |
| 2022      | Human Resources     | Natalie (stem)     | 2 afleveringen                                                        |
| 2022      | Mr. Mayor           | Titi B.            | 3 afleveringen                                                        |
| 2023–2025 | The Buccaneers      | Mabel Elmsworth    | 9 afleveringen                                                        |